# Доктрина крепости
Доктри́на кре́пости (за́мка), или принцип крепости (англ. castle doctrine) — принцип права, проистекающий из англосаксонского обычного права. Сформулирована в деле Семейна 1604 года, из которого пошла английская пословица «Дом англичанина — его крепость» (англ. An Englishman’s home is his castle). Чаще всего сейчас доктрина крепости используется в США, где реализована в законодательстве большинства штатов. В некоторых других странах существуют похожие принципы права. Согласно данной доктрине, место жительства (а в ряде штатов — любое занимаемое на законных основаниях место) является неприкосновенным, а проникновение в него без разрешения заведомо преступно. Данный принцип предоставляет жителю (владельцу) законное право атаковать вторгшегося любыми доступными средствами, вплоть до причинения последнему смерти, чтобы защитить себя, свою собственность и других людей от любого нападения или вторжения, которое потенциально может закончиться нападением. Таким образом, в рамках законодательства принцип означает, что причинение смерти лицу, незаконно проникшему в жилище, может быть оправдано судом как допустимая мера необходимой обороны, без необходимости дополнительных обоснований причинения смерти.
Доктрина крепости реализована в законодательстве большинства штатов США, хотя и не во всех — в ряде штатов[каких?] действует противоположная доктрина, «Отступай, пока есть возможность» (которая также действует в соседней Канаде).

## В других странах
В Израиле принят закон, известный как «Закон Дроми», определяющий противодействие незаконно вторгнувшемуся как законную необходимую оборону. Закон был принят в ответ на процесс над Шаем Дроми (ивр. שי דרומי‎, англ. Shai Dromi). Фермер Шай Дроми 13 января 2007 года застрелил грабителей, поздно ночью совершивших нападение на его ферму и на него самого.
Аналогичный закон был принят в Италии в 2005 году.
В России ряд общественных структур активно выступает за введение аналогичной правовой нормы. Так, подобный законопроект вносился в российский парламент думской фракцией ЛДПР, необходимость данных изменений неоднократно озвучивалась полномочным представителем Правительства РФ в высших судебных инстанциях Михаилом Барщевским, а на уличных акциях её лоббируют некоторые партийные и правозащитные организации — в частности, движение «Право на оружие». 20 февраля 2014 года инициатива «Мой дом — моя крепость» стала третьей федеральной петицией, набравшей 100 тыс. голосов на портале РОИ в результате кампании по её поддержке Марией Бутиной и движением «Право на оружие». 16 февраля 2014 года инициатива «Мой дом — моя крепость» стала первой общественной инициативой, получившей поддержку экспертной группы федерального уровня Однако, представители Минюста и МВД тогда не одобрили данную инициативу. В марте 2015 года Депутат Государственной думы РФ VI созыва от «Единой России» Алексей Журавлёв внес в Государственную думу законопроект с поправками в ст. 37 Уголовного кодекса Российской Федерации (УК РФ), «разрешающую» применение оружия для самообороны.